# Ödön von Horváth

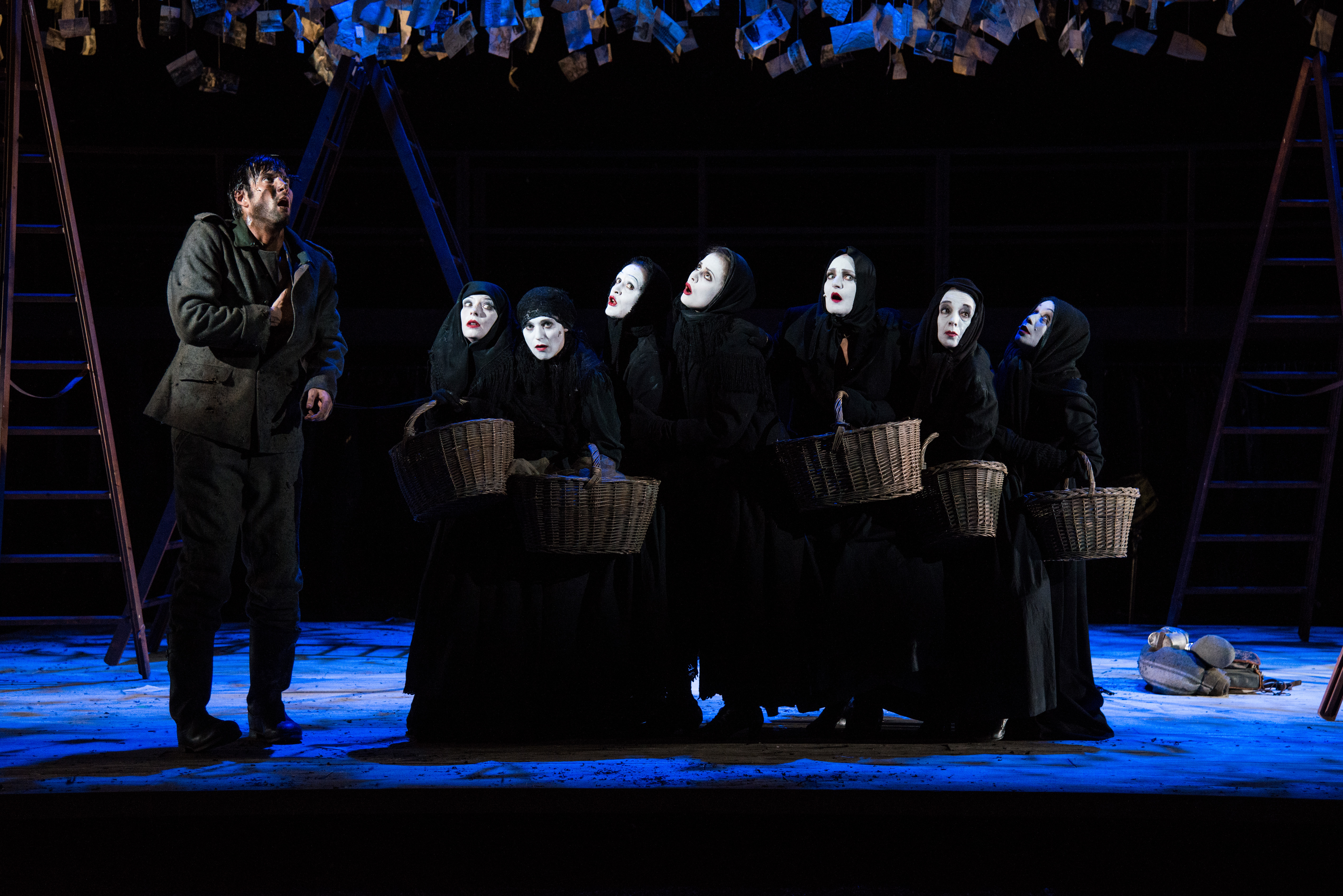
Don Joan kommt aus dem Krieg al Festival de Salzburg de 2014

Ödön von Horváth   (Rijeka, 9 de desembre de 1901 - Avinguda dels Camps Elisis i París, 1 de juny de 1938) ser un dramaturg i novel·lista austrohongarès.

## Biografia
Horváth fou el fill primogènit del diplomàtic austrohongarès Edmund (Ödön) Josef Horvát i de Maria Hermine Prehnal, provinent d'una família austrohongaresa de tradició militar.
Va estudiar la primària a Budapest i després a l'internat Rákóczianum, on les classes s'impartien en hongarès. El 1909, el seu pare va ser ennoblit (indicat en alemany amb la preposició «von», i en hongarès afegint una «h» al cognom) i traslladat a Múnic, però Ödön i la seva mare no el van acompanyar. El jove Horváth va assistir a l'escola secundària en alemany a Bratislava i Viena, i el 1913 va aconseguir el seu títol d'estudis secundaris i es va reunir amb els seus pares a Murnau am Staffelsee, a prop de Múnic, des d'on va poder matricular-se a la Universitat de Múnic.

Va començar a escriure d'estudiant el 1920, i en deixar la universitat sense graduar-se es va mudar a Berlín i, més endavant, va viure a Salzburg i Murnau am Staffelsee a l'Alta Baviera. El 1931 va ser guardonat juntament amb Erik Reger amb el premi Kleist i el 1933, en començar el règim nazi a Alemanya, es va mudar primer a Viena i el 1938 a París, on va morir en caure-li damunt la branca d'un arbre durant una tempesta elèctrica a l'avinguda dels Camps Elisis. Va ser enterrat al cementiri de Saint-Ouen, als afores de París, però, el 1988, en del 50è aniversari de la seva mort, les seves restes van ser exhumades i tornades a inhumar a l'Heiligenstädter Friedhof de Viena. En la seva obra pot apreciar-se la crítica al feixisme i els seus perills.

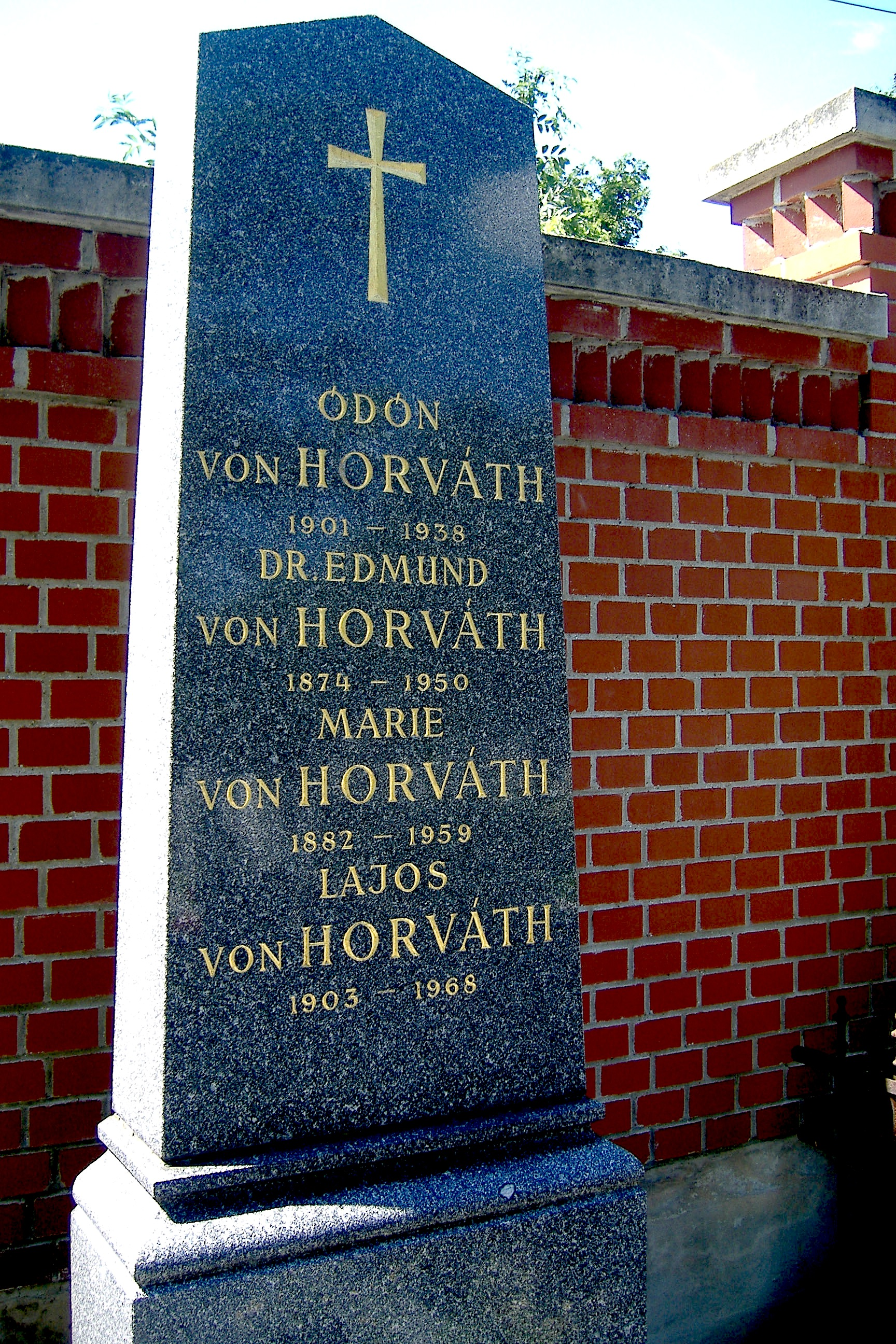
La família d'Ödön von Horváth a Viena

## Obra

### Teatre
- Das Buch der Tänze, 1920
- Mord in der Mohrengasse, 1923
- Zur schönen Aussicht, 1926
- Die Bergbahn, 1926
- Sladek der schwarze Reichswehrmann, 1929
- Rund um den Kongreß, 1929)
- Italienische Nacht, 1930
- Geschichten aus dem Wiener Wald 1931, Premi Kleist
- Glaube, Liebe, Hoffnung, 1932 (Amor fe esperança, traducció de Feliu Formosa, Arola Editors, 2007)[5]
- Kasimir und Karoline, 1932
- Die Unbekannte aus der Seine, 1933
- Hin und her, 1934
- Don Joan kommt aus dem Krieg, 1936[6]
- Figaro läßt sich scheiden, 1936
- Pompeji. Komödie eines Erdbebens, 1937
- Ein Dorf ohne Männer, 1937
- Himmelwärts, 1937
- Der jüngste Tag, 1937

### Novel·les
- Der ewige Spießer, 1930
- Jugend ohne Gott, 1938 (Joventut sense Déu, traducció d'Anna Soler Horta, Editorial Fonoll, 2017)[7]
- Ein Kind unserer Zeit, 1938 (Un fill del nostre temps, traducció d'Anna Soler Horta, Editorial Fonoll, 2020)[8]

### Altres
- Sportmärchen, 1924–1926
- Interview, 1932
- Gebrauchsanweisung, 1932